# Ламб (лунный кратер)
Кратер Ламб (лат. Lamb) — большой древний ударный кратер в восточной части Моря Южного на обратной стороне Луны. Название присвоено в честь английского математика и гидродинамика Горация Лэмба (1849—1934) и утверждено Международным астрономическим союзом в 1970 г. Образование кратера относится к нектарскому периоду.

## Описание кратера
Ближайшими соседями кратера являются кратер Дженнер на западе; кратер Гернсбек на севере; кратер Бьеркнес на северо-востоке; кратер Погсон на востоке; кратер Лебедев на юго-востоке и кратер Анучин на юге. Селенографические координаты центра кратера 42°40′ ю. ш. 100°56′ в. д. / 42,67° ю. ш. 100,94° в. д., диаметр 103,55 км, глубина 2,9 км.
Кратер Ламб имеет полигональную форму и затоплен лавой, над поверхностью лавы выступает узкая вершина вала наиболее различимая в юго-восточной части за счет массивного внешнего склона. Дно чаши плоское, испещрено множеством мелких кратеров, в южной-юго-восточной части чаши расположен приметный небольшой чашеобразный кратер.

## Сателлитные кратеры
| Ламб | Координаты                                              | Диаметр, км |
| ---- | ------------------------------------------------------- | ----------- |
| A    | 39°52′ ю. ш. 101°33′ в. д. / 39,87° ю. ш. 101,55° в. д. | 16,5        |
| E    | 41°33′ ю. ш. 107°03′ в. д. / 41,55° ю. ш. 107,05° в. д. | 11,3        |
| G    | 43°04′ ю. ш. 105°42′ в. д. / 43,06° ю. ш. 105,7° в. д.  | 68,0        |

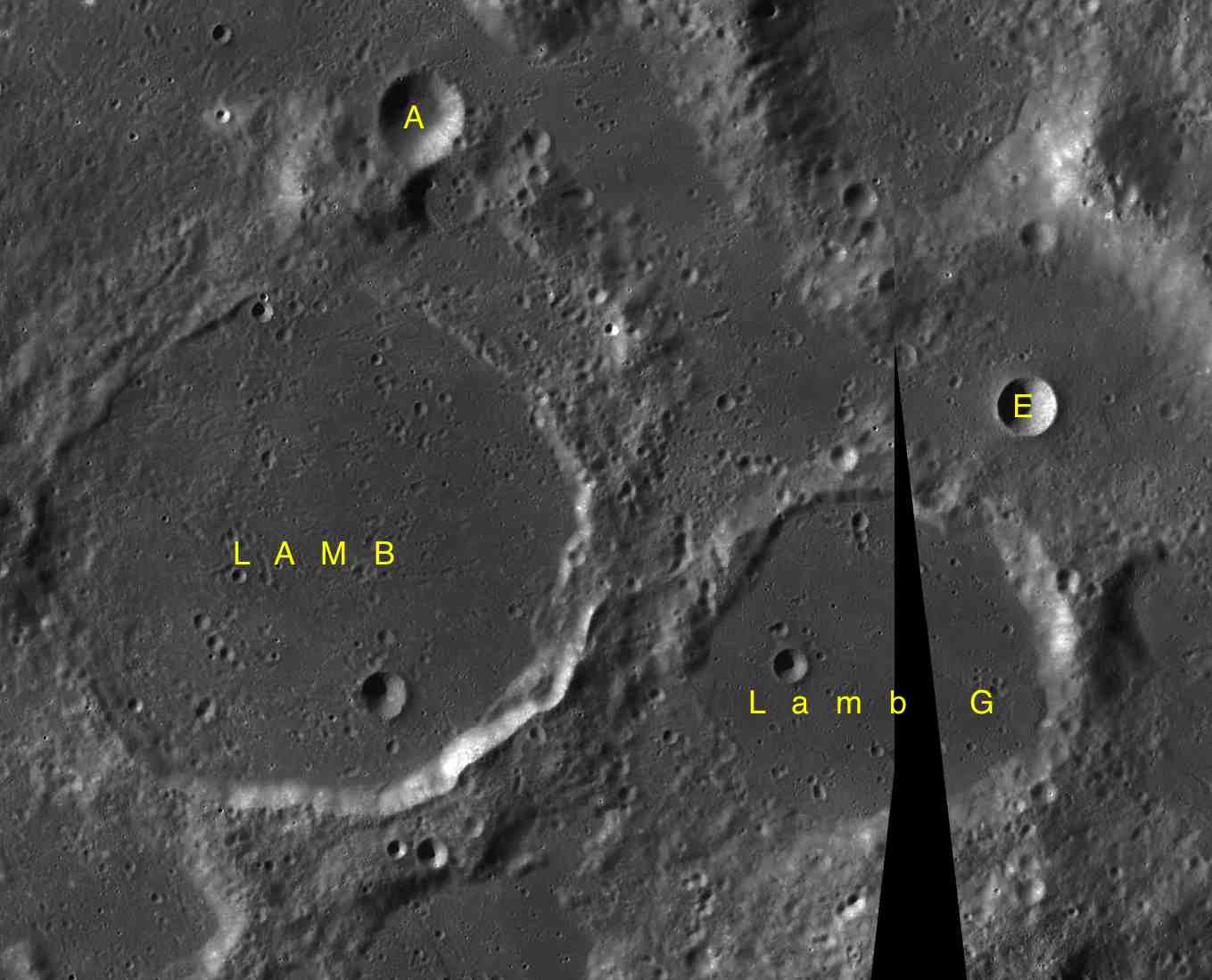
Фрагменты карт LAC-116, LAC-117.

- Образование сателлитного кратера Ламб G относится к донектарскому периоду[1].

## См.также
- Список кратеров на Луне
- Лунный кратер
- Морфологический каталог кратеров Луны
- Планетная номенклатура
- Селенография
- Минералогия Луны
- Геология Луны
- Поздняя тяжёлая бомбардировка